# Karmah
Karmah – włoski zespół grający muzykę dance powstały w 1997. W 2005 wznowiono działalność zespołu, kiedy to na listy przebojów weszli z wydanym w 1998 utworem „Just Be Good to Me (Every Breath You Take)”.
Wokalistką Karmah jest Elisa, która karierę zaczynała jako frontmanka zespołu metalowego, a następnie przez kilka lat śpiewała w chórze gospel. Drugi wokalista pochodzi również z Włoch, lecz ma korzenie indiańskie.

## Dyskografia
Albumy
- Be Good to Me (2006)

### Single
- 1998 – „Just Be Good to Me” (pierwsze wydanie, nieoficjalne, dla Popcorn Mega Dance Hits 6'98)
- 2005 – „Just Be Good to Me” (wydane przez Bliss Corporation gdzie zyskało sławę)
- 2006 – „Tom's Diner”
- 2007 – „Look into My Eyes”